# Ljudevit Gaj

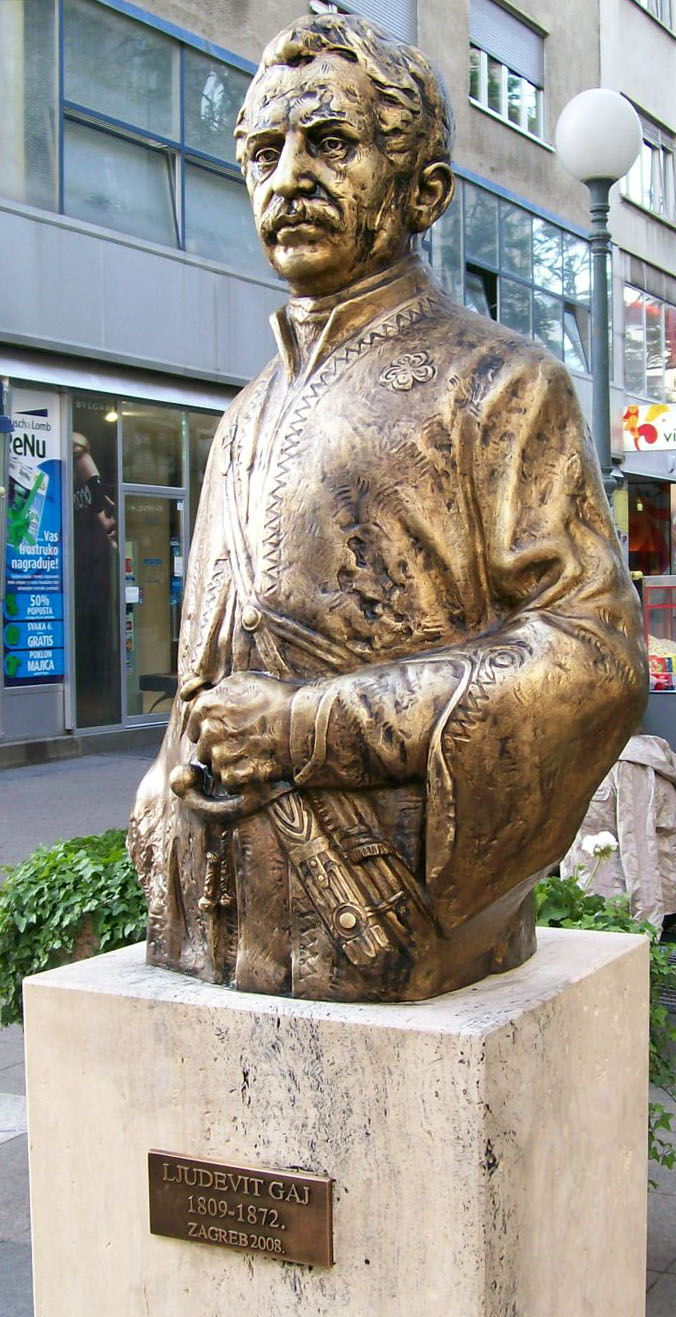
Ljudevit Gaj szobra Zágrábban

Ljudevit Gaj (magyarosan: Gáj Lajos, német: Ludwig Gay, Krapina, 1809. július 8. – Zágráb,  1872. április 20.) horvát nyelvész, politikus, újságíró és író. A horvát megújhodási mozgalom, az illirizmus vezető személyisége, a szerbhorvát nyelv egyik atyja.

## Élete
Gaj német származású családban látta meg napvilágot. Apja Gáj János a Felvidékről költözött Horvátországba. Édesanyja Schmidt Julianna is német származású volt, a szülei csak a 18. században települtek le Horvátországban. Krapinán született, Varasd vármegyében, ahol apja patika vezetésével foglalkozott. Varasdon és Károlyvárosban végezte tanulmányait, a jogot a Pesti Egyetemen hallgatta, de nem fejezte be, ezért doktorátust nem szerzett. Kapcsolatba került a szlovák értelmiségiekkel és megismerte Ján Kollárt, aki jelentősen befolyásolta pályáját és gondolkodását, például Kollár avatta be a cseh irodalomba és megismertette a cseh neologizmust is vele. Kollár meggyőzte arról is Gajt, hogy cseh mintára alakítson ki egy ábécét. 
Gaj csakhamar egy röpiratban indítványozta ezt az új írást, melyet csak néhány módosítással látott volna el. Metternich herceg megbízhatónak és hasznosnak ítélte Gajt, ezért 1835-ben engedélyt adott neki egy lap kiadására, mely Novine Horvatzke (Horvát Újság) cím alatt Zágrábban került nyomtatásra. Bár Gaj ekkor még nem döntötte el, vajon az eddigi illír nyelvet használja-e, amely szlovén és horvát normákon nyugodott, vagy esetleg a szlavón, illetőleg felső-szlovén normákat. Ezért a beküldött cikkeket több dialektusban és regionális irodalmi nyelven jelentette meg nemcsak a Novinéban, hanem a Danica Horvazkában (Horvát hajnalcsillag) is. A lapot nagy lelkesedéssel fogadták, mert programjában alkotmányosságról, a magyar koronához való hűségről és a horvátok történeti ragaszkodásáról, valamint egyedül a horvát nyelv és irodalom műveléséről volt szó. Bár titkon a teljes horvát önállósággal szimpatizált, ezt az énjét  titkolta, ezért az egész nemesség, a későbbi horvát–magyar párt Jozipovichcsal együtt a lelkesedést osztotta. Vlassich Ferenc bán azonban Gaj ellen volt és cikkeiért keményen támadta őt. A Gaj elleni hadjáratban a magyar párt vezérei is részt vettek és az ablaka alatt egyik művét a Još Hrvatska ni propala (Nincs még veszve Horvátország) című művét dalolászták, ami tulajdonképpen egy adaptációja volt a lengyel Jeszcze Polska Nie Zginęła nemzeti dalnak. 
1837-ben nyomdai szabadalmat kapott és lapját mások által tovább is szerkesztette, szerkesztett még illír nyelvtant, melyet magának ajánlott; szerkesztett és kiadott egy illír–német szótárt, melyet már normatív, sztenderd műnek tartott és nem hagyott semmilyen változtatást. Eleinte ellenezte a što nyelvjáráson alapuló irodalmi nyelvet (ez ekkoriban még a raguzai nyelvjáráson alapult), aztán úgy látta a szerb és horvát népnek össze kell tartania. Ekkor lapját Illyrske Novinének nevezte el és a szerb–horvát egység szószólója lett. Habár a szerbek eleinte abszolút nem rokonszenveztek az illírizmussal, mert vallásukkal szemben a katolicizmus előretörésétől féltek, illetve veszélyben látták nemzeti homogenitásukat. Rajtuk kívül horvát nemzeti körök épp a szerbekkel szemben féltették katolikus vallásukat és nemzetiségüket, ezért az illírizmusban a szerb előretörést látták. Gaj ez időben azzal érvelt, hogy az illírek is szlávok voltak és szláv nyelvet beszéltek.  
Mivel nem volt nemes, a politikában csak mások fedezékében tudott szót emelni: az 1842. évi zágrábi tisztválasztáskor a horvát–magyar és illír pártok megszabott öltözetben léptek fel, és Gaj, mint az illíristák lelke, kevéssel azelőtt, Kőrösön egy magángyülekezetben, illír nemzeti ruhát tervezett és ebben jelentek meg a párt vezérei a tisztújításra. Gaj ügyesen az illír mozgalmak központjává tette magát, eszköze volt lapja s nyomdai szabadalma. A zágrábi illír olvasókör az ő lakásán tartotta üléseit. A Ferdinánd császártól kapott gyémánt gyűrű irodalmi érdemei elismerése, tovább növelte tekintélyét. 
Az ő eszméje volt a Narodni dvor (Nemzeti udvar) elnevezésű kör, melybe nők és férfiak gyűltek össze politizálni, és az illír Matica (Anyácska), mely a prágai cseh és pesti szerb Matica példájára, könyvkiadó és jutalomkérdéseket kitűző tudós társasággá alakult. 1844-ben a kormány betiltotta az illír elnevezéseket, ehelyett a lapja is a Narodni Novine (Nemzeti Újság) címet vette föl «horvát–szlavón–dalmát» jelzővel. Sikerei csúcsán körutat tett Dalmáciába, Lengyel- és Oroszországba, de a cár nem fogadta őt. Visszatérte után fáklyászenével ünnepelték Zágrábban, bár nem minden horvát volt lelkesedéssel munkáiért, különösen a szerbek felé tett gesztusa miatt. 
Az addig meghatározó szerepet betöltő kaj-horvát nyelv irodalmárai, valamint a távoli nyugat-magyarországi horvátok, akiknek szintén külön írott nyelvük van még ma is, ellenezték tevékenységét, egészen egyszerűen azért, mert az a nyelv, amit ő használt nem horvát és nem hajlandó semmilyen elemet beépíteni a többi horvát irodalmi nyelvkészletből. Ignac Kristijanović pap volt Gaj munkájának egyik fő ellenzője és ennek demonstrálásaként hozzálátott a Biblia lefordításához. Gaj Kristijanovićcsal és a többi íróval szemben végül fölényes többséget szerzett és érvényre jutott az általa teremtett, szerbhez közel álló horvát irodalmi nyelv.
1848-ban egy horvát küldöttség élén Bécsben volt, ahol címzetes császári tanácsossá nevezték ki. Az 1848–49-es forradalom és szabadságharc alatt a magyarok ellen szervezkedett és a bécsi udvart támogatta. Az 1850-es évek elején rendszeresen Magyarország ellen emelt szót és a Magyar Királyság területén élő horvátok egyesítését követelte az anyaországgal (néhány horvát-magyar lakta terület, mint a Muraköz, amely akkoriban nem volt Horvátország része). 
Tevékenységével kieszközölte, hogy a prágai pánszláv kongresszusra délszláv képviselők is küldjenek küldöttséget, a horvát küldöttségbe pedig őt is beválasztották. Aktívan kereste a szerbekkel való minél szorosabb együttműködést, de mivel a olmützi oktrojált alkotmány Horvátország önállóságát is megnyirbálta, kezdett szembehelyezkedni a Habsburgokkal is. Emiatt a bécsi udvar veszélyesnek ítélte és amikor Gaj Szerbiában is párthíveket igyekezett szerezni 1853-ban Zágrábban elfogták és Bécsbe vitték. Ott azonban tisztázta magát és szabadlábra helyezték.

## Munkássága
1830-ban Budán adta ki horvát és német nyelven írt művét a horvát–szláv helyesírásról (Kratka osnova horvatsko–slavenskog pravopisanja), amely Ignjat Đurđević és Pavao Ritter Vitezović után az első horvát ortográfiai mű volt. A sajátos horvát nyelvi hangok írására Vitezovićot és a cseh helyesírást követte. A horvát mellett ezt a művet tartják a latin nyelvű bosnyák és szerb írásmódok alapjának is. Szoros barátság fűzte Vuk Karadžićhoz, a szerb cirillbetűs ábécé egységesítőjéhez, melynek betűi megegyeztek Gaj ábécéjével és ketten a horvát–szerb egység mielőbbi megvalósítását sürgették.

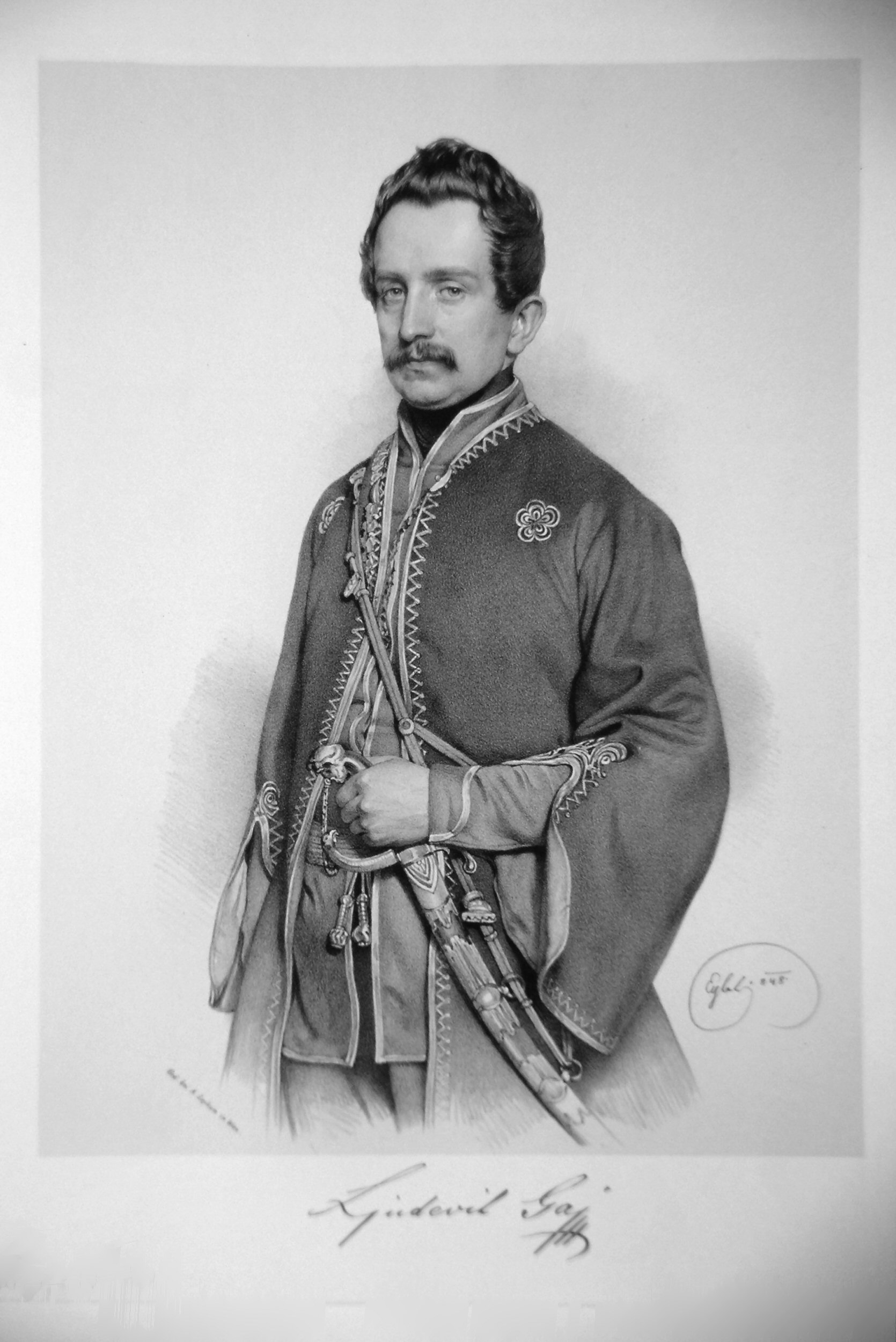
Ludwig Gaj

A mű hatására egész Horvátországban népszerű lett és hamarosan a fiatal horvát értelmiségiek vezetőjévé vált, akik hozzá hasonlóan gondolkodtak a horvát nyelvet illetően. 1834-ben engedélyezett horvát nyelvű napilap nem az első kísérlet volt, 15 évvel korábban Đuro Matija Šporernek is kérte, de nem sikerült engedélyeztetni. A Novine Horvatske című lap 1835-ben kezdett megjelenni, melyet ugyanezen évben követett a Danica Horvatska, Slavonska i Dalmatinska című irodalmi lap is. Ezt követően a horvátok őt tartották szellemi vezetőjüknek. 1836 elején a napilap neve Ilirske narodne novine, az irodalmi lapé Danica ilirska lett.
Politikusi és reformátori szerepe mellett irodalommal is foglalkozott. A kor legnépszerűbb verse a Još Horvatska ni propala („Horvátország nem áll még romokban”) volt, melyet Gaj 1833-ban írt, de voltaképp csak átmásolás lengyelből. Emellett értékes heraldikai munkásságot is kifejtett.

## Megítélése
Gaj megítélése az újkori Horvátországban igencsak vegyes. Számos horvát magánszemély, vagy tudós véleménye az, hogy egyszerűen megalázkodott a szerbeknek, amikor a horvát irodalmi nyelvet a što nyelvjáráshoz igazította, noha maga kaj-horvát volt. Bár arra hivatkoztak, hogy a horvátok többségében štoul beszélnek, számos horvát viszont úgy látja, hogy csak a délszláv egység megteremtése érdekében tették što alapúvá az irodalmi nyelvet. A Gajt követő nyelvi reformok az Eszék környéki nyelvjárásokra alapozták a szerbhorvátot, ahol a nyelvjárások átmenetet alkotnak a horvát és szerb között. Háttérbe szorította így Gaj a ča- és kaj-horvát nyelvet, valamint azokat a csoportokat, amely a három nyelvjárás ötvözésével és más szláv nyelvek segítségével akartak egy olyan horvát nyelvet kovácsolni, amely ténylegesen is különbözik a bosnyák és a szerb nyelvtől. Évtizedekig tartott a szerbhorvát többség a horvát irodalmi nyelvben, de világossá vált igen hamar, hogy a horvát–szerb egység nem a jövő. 

## Művei
- Die Schlösser bei Krapina sammt einem Anhange von der dortigen Gegend in botanischer Hinsicht. Karlstadt, 1826
- Croatiens Wiedergeburt..., 1833
- Gedanken zum Ausgleich Croatiens und Slavoniens mit der Regierung. Agram, 1864